# 第33回全国高等学校ラグビーフットボール大会
第33回全国高等学校ラグビーフットボール大会（だい33かいぜんこくこうとうがっこうラグビーフットボールたいかい）は、1954年（昭和29年）1月に西宮球技場で開催された全国高等学校ラグビーフットボール大会である。

## 概要
- 今大会から同点時抽選で勝敗を決める方式が復活した。

## 参加チーム
- 北海（北海道）（17年ぶり3回目）
- 盛岡工（岩手県）（4年連続4回目）
- 金足農（秋田県）（3年ぶり2回目）
- 保善（東京都）（13年ぶり5回目）
- 慶應（神奈川県）（2年連続12回目）
- 魚津（富山県）（2年連続2回目）
- 尾北（愛知県）（初出場）
- 天理（奈良県）（3年連続12回目）
- 布施（大阪府）（2年ぶり2回目）
- 村野工（兵庫県）（3年ぶり5回目）
- 関西（岡山県）（初出場）
- 鳴門（徳島県）（4年ぶり2回目）
- 福岡（福岡県）（2年連続18回目）
- 上野丘（大分県）（2年連続2回目）
- 熊本工（熊本県）（3年連続4回目）
- 前年度優勝校:秋田工（秋田県）（8年連続20回目）

## 試合結果

### 1回戦
- 天理0-6 慶應
- 熊本工 6-6秋田工（抽選で熊本工が勝ち抜け）
- 上野丘 12-3北海
- 関西5-12 保善
- 福岡 13-3尾北
- 布施0-0 盛岡工（抽選で盛岡工が勝ち抜け）
- 鳴門0-17 魚津
- 村野工0-11 金足農

### 2回戦
- 慶應 8-3熊本工
- 上野丘0-20 保善
- 福岡 0-0盛岡工（抽選で福岡が勝ち抜け）
- 魚津0-0 金足農（抽選で金足農が勝ち抜け）

### 準決勝
- 慶應0-12 保善
- 福岡 8-0金足農

### 決勝
福岡が7年ぶり3回目の優勝を果たした。
- 福岡 5-0保善